# Anairetes alpinus
Anairetes alpinus là một loài chim trong họ Tyrannidae.